# Levizzano Rangone
Levizzano Rangone è una frazione del comune di Castelvetro di Modena, in provincia di Modena, dal quale dista circa 5 km. 
La località è immersa nel verde delle prime colline pedemontane a sud di Modena all'interno della zona amministrativa detta Unione Terre di Castelli.
Il borgo, di significativa bellezza, è divenuto famoso grazie alla sagra culinaria dedicata al tortellone, un tipico primo piatto della tradizione emiliana, la Luna nel Pozzo.
Un'altra festa del luogo è la Quinquennale del Santo Crocifisso.
La località è in parte attraversata dal fiume Guerro, la cui sorgente è raggiungibile tramite un sentiero.

## Monumenti e luoghi di interesse
- Castello di Levizzano
- Cimitero Napoleonico

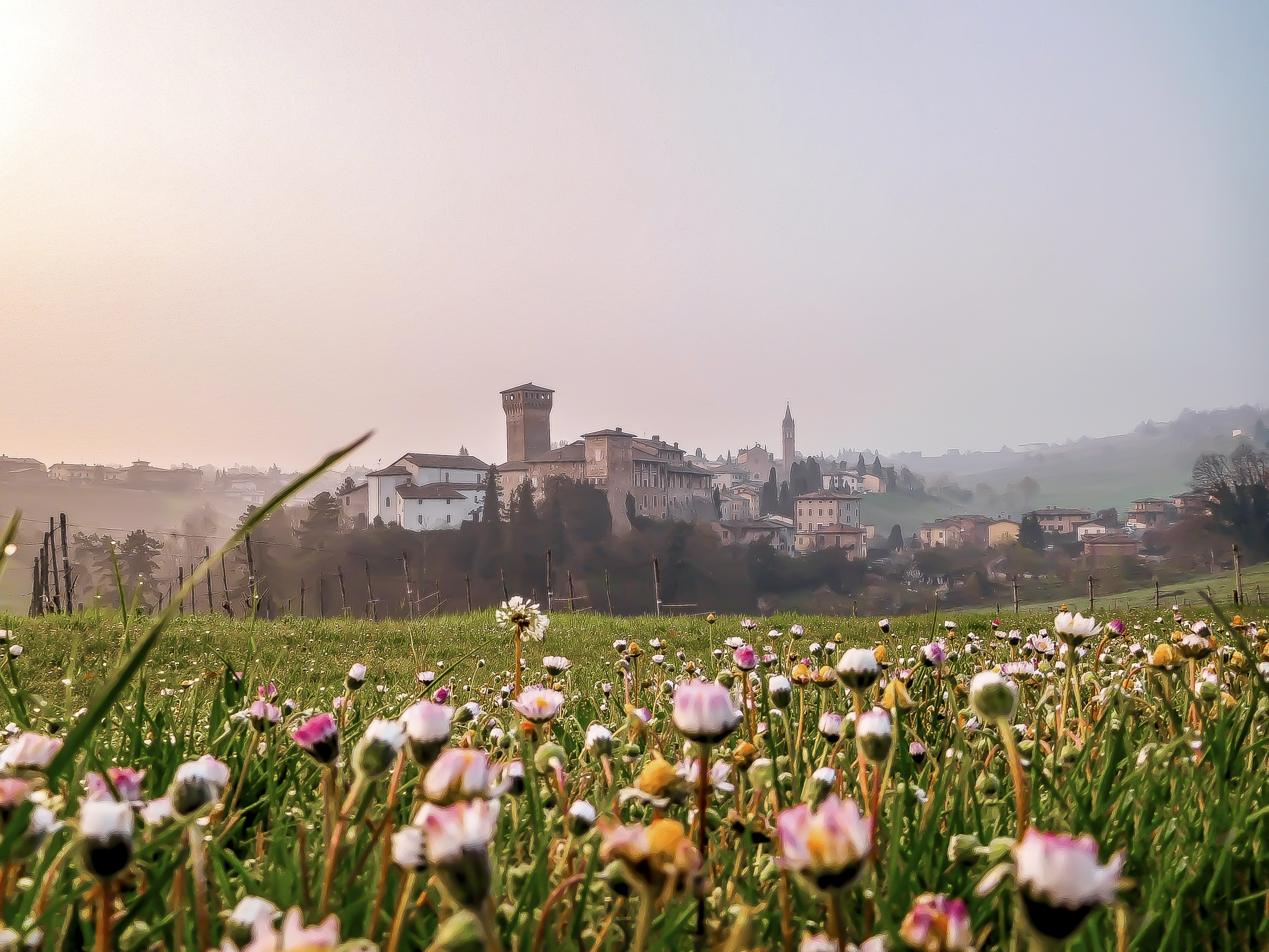
Alba di primavera sul Castello

- Oratorio Romanico dedicato a S.Michele